# Молон
Молон (дав.-гр. Moλων; загинув у 220 році до н. е.) — сатрап держави Селевкідів, згодом проголосив себе незалежним правителем, але був розбитий Антіохом III Великим.

## Біографія
Керував сатрапією Мідія, а зі сходженням Антіоха III на престол у 223 до н. е. спільно зі своїм братом — сатрапом Персії Александром — став керувати верхніми провінціями країни. Вони зневажали свого повелителя, а також боялися його міністра Гермія, і в підсумку організували повстання. Незабаром землі на схід від річки Тигр належали двом братам.
Царський полководець Ксенойт прибув до Тигру, і незабаром атакував позиції Молона. Той прискореним маршем рушив до Мідії, і тоді лоялісти почали переслідування. Молон напав на табір своїх переслідувачів, які вважали себе переможцями. Після цього заколотники перейшли Тигр, а царський полководець Зевксіс та епістат Діомедонт були змушені покинути Вавілонію та Месопотамію. У Ктесифоні Молон проголосив себе басилевсом, відомі мідні монети Молона, котрі були викарбувано на монетних дворах Селевкії та Ектабанах.
Вважається, що саме факт проголошення Молона басилевсом остаточно переконав Антіоха очолити війська. Після зимівлі в Нісібісі він перейшов Тигр і просувався південним напрямком назустріч військам Молона, котрий залишив Вавилон. У ході битви, лівий фланг повстанців перейшов на бік царя.
Молон заподіяв собі смерть, але за наказом царя або Гермія його тіло було розіпнуто. Александр, почувши про долю брата, наказав вбити свою матір та дітей Молона, а потім сам наклав на себе руки.